# Dragster (videogioco)
Dragster è un videogioco del genere simulatore di guida del 1980 pubblicato da Activision per Atari 2600. Sviluppato da David Crane, è considerato il primo titolo della software house statunitense e il primo gioco di terze parti disponibile sulla console Atari.

## Modalità di gioco
Il gameplay del gioco è adattato dal videogioco arcade Drag Race (1977) della Kee Games.